# 銀腹似深海鮭
銀腹似深海鮭，為輻鰭魚綱水珍魚目小口兔鮭科的其中一種，為熱帶海水魚，分布於大西洋及印度西太平洋海域，棲息深度200-300公尺，體長可達11公分，棲息在大洋中層水域，生活習性不明。